# Росе
Росе је заселак насељеног места Луштица у општини Херцег Нови у Црној Гори. Данас су Росе туристичко место у коме у току лета борави више стотина туриста, а ван сезоне Росе имају 10 становника. Росе имају типичан изглед медитеранске вароши. Куће су камене, збијене у низу дуж обале.

## Географија
Росе се налази на северозападној обали полуострва Луштица, са десне стране улаза у бококоторски залив, насупрот Херцег Новом, од којег је удаљено морским путем 1,7 km и копненим 44,2 km. Росе припадају општини Херцег Нови, а путем су повезани, преко насеља Луштица и Кртоли, са магистралним путем, Улцињ – Херцег Нови.

## Историја
Ту је, некада, била стара грчка насеобина Порто Росе, коју су разрушили Сарацени у 9. веку, а докрајчили многи земљотреси. У време Аустроугарске ту је била царина, јер је то прво насеље на улазу у Бока Которску. Поред једног црквишта, ту су и православна црква Свете Тројице и римокатоличка црква Госпе од Кармила.  У овом селу је рођен Урош Тројановић.

## Галерија
- Табла код црквишта
- Православни храм Свете Тројице
- Римокатолички храм Госпе од Кармила
- Спомен плоча Глигору Сетенчићу на кући уз море